# Famille Soóky
La famille Soóky, dans sa forme longue Soóky de Tóth-Sók, est le patronyme d'une famille noble hongroise originaire de Šalgovce, anciennement Soók (puis nommée Tótsók).

## Histoire
L'histoire de cette famille remonte au XIVe siècle dans le village de Soók (ou encore Sók), localité du comitat de Nyitra au nord-ouest du Royaume de Hongrie (sud-ouest de la Slovaquie actuelle).
Durant le XVe siècle, elle acquiert de nombreuses terres dans ce comitat et devient rapidement un acteur important de la région.
En 1436, le roi Sigismond de Luxembourg offre ses lettres de noblesse à la famille.